# Расик
Расик — посёлок разъезда в Пермском крае России. Входит в Кизеловский городской округ.

## Географическое положение
Посёлок расположен в 5 километрах к западу по прямой линии от центра города Кизел (9 километров по железной дороге).

## История
Посёлок официально образован в 1962 году на базе железнодорожной станции ветки «Кизел — Березники». Ранее, в 1940—1950-е годы здесь находился лагерный пункт, входивший в состав Башмаковского лагерного отделения Кизеллага. Через него переправлялся добываемый заключёнными лес для шахт Кизела. 
С декабря 2004 года до апреля 2018 года посёлок входил в Кизеловское городское поселение Кизеловского муниципального района.

## Население
| 2005 | 2010 | 2014 | 2015 | 2016 | 2017 | 2018 |
| ---- | ---- | ---- | ---- | ---- | ---- | ---- |
| 32   | ↘12  | ↘6   | →6   | →6   | →6   | ↘4   |

Постоянное население посёлка составляло 38 человек, русских 97 % (2002), 6 человек (2010), 4 человека (2018).

## Достопримечательности
В окрестностях посёлка расположены пещера Расик (или Лабиринт), Расикский грот и скала Красный Камень, привлекающие внимание местных туристов.

## Климат
Климат умеренно континентальный. Довольно суровая снежная зима с незначительными оттепелями, поздняя прохладная и сравнительно сухая весна, короткое и жаркое лето и влажная прохладная осень. Снежный покров удерживается 170—190 дней. Среднегодовая температура −0,9 °C, средняя месячная температура января −17,2 °C, температура июля +15,4 °C. Продолжительность устойчивых морозов — 153 дня. По данным многолетних наблюдений наибольшее количество осадков приходится на лето и осень (62-97 мм), а наименьшее — на зиму (31-42 мм). Среднегодовое количество осадков — 630 мм.